# Snæfellsnes
Die Halbinsel Snæfellsnes ['stn̥aiːfɛlsnɛs] liegt westlich des Borgarfjörður in Westisland. Die dünn besiedelte Halbinsel hat zahlreiche landschaftliche Schönheiten aufzuweisen und man hat sie schon das „Island in Miniatur“ genannt, weil sie auf kleinster Fläche alle Reize der großen Insel wiedergibt.

## Geografie

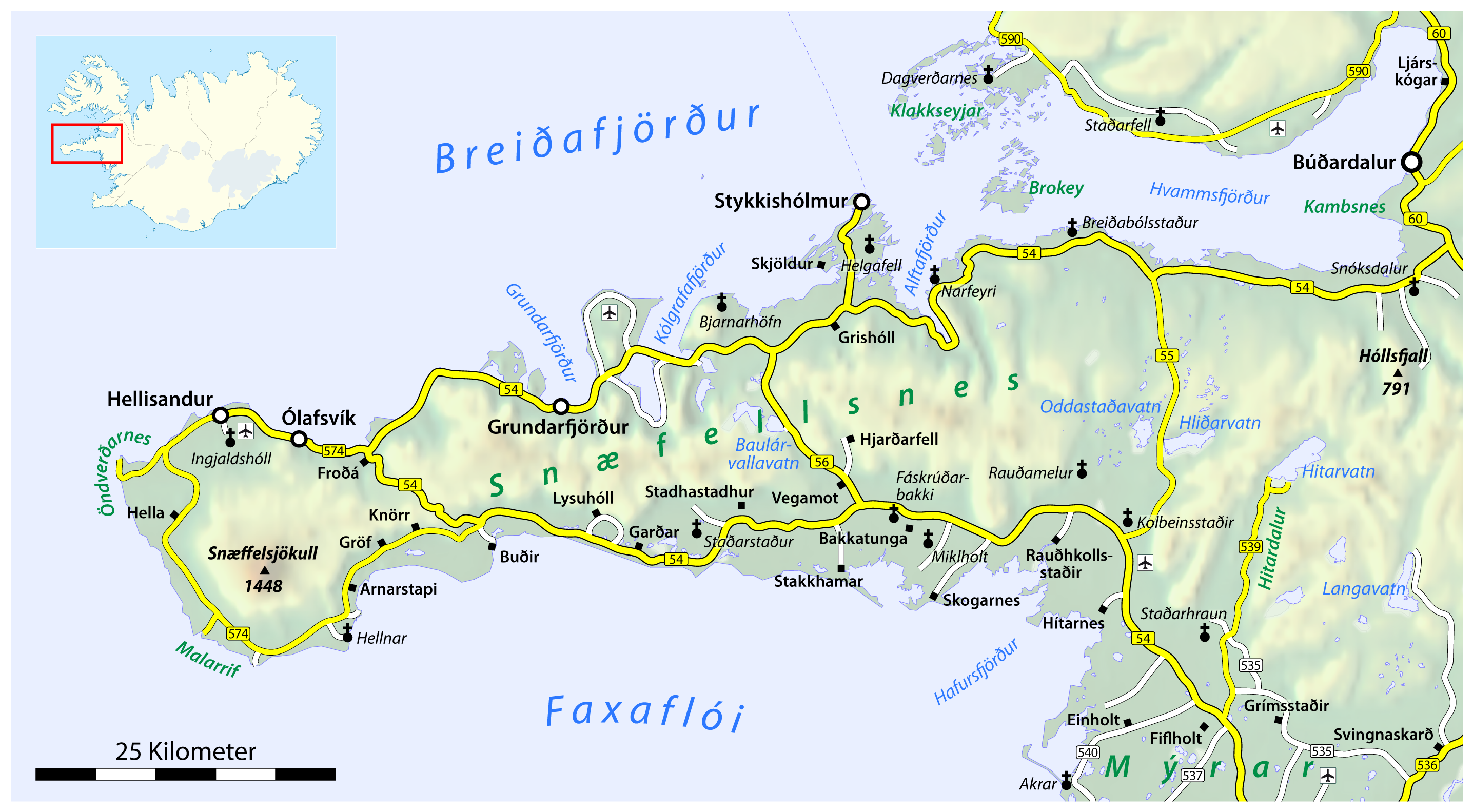
Die Halbinsel mit ihren Orten

Snæfellsnes befindet sich zwischen der Bucht Faxaflói und dem Fjord Breiðafjörður. Der Snæfellsjökull liegt an der Spitze der Halbinsel, es handelt sich um einen weithin sichtbaren, 1446 m hohen Stratovulkan. Um ihn herum liegt einer der vier Nationalparks Islands, der Snæfellsjökull-Nationalpark. Er hat zahlreiche gekennzeichnete Wanderwege aufzuweisen, z. B. einen alten Weg die Küste entlang von Dritvík nach Djúpalónssandur.
Auf der Halbinsel liegen die Gemeinden Snæfellsbær, Helgafellssveit, Grundarfjörður, Stykkishólmur und Teile von Dalabyggð mit ihren jeweiligen Orten.
In der Nähe von Hellissandur betreibt der isländische Rundfunk eine Sendeanlage für Langwelle. Der zu dieser Anlage gehörende Sendemast Gufuskálar ist 412 Meter hoch und dürfte das höchste Bauwerk in Westeuropa sein.

## Geologie
Ca. 7 Millionen Jahre alt oder älter ist das Grundgebirge in Snæfellsnes, d. h. aus der Zeit, als die Plattengrenzen und der aktive Vulkangürtel sich in diesem Gebiet befanden. Die vulkanische Aktivität stoppte auf Snæfellsnes, als die Plattengrenzen sich vor 7 Millionen Jahren verschoben. Aus unbekannten Gründen begann sie aber wieder vor ca. 2 Millionen Jahren.
Zuerst gab es Vulkanausbrüche im Vulkansystem Lýsuskarð, das etwa in der Mitte der Halbinsel liegt, und vor 1 Millionen Jahren begannen sich die Snæfellsjökull- und Ljósufjöllsysteme zu rühren. Das System der Ljósufjöll, das sich am östlichen Ende der Halbinsel befindet, ist mit einer bemerkenswerten Länge von über 90 km eines der längsten aktiven Vulkansysteme auf Island. Es reicht vom Lavafeld Berserkjahraun bei Stykkishólmur über den Schweißschlackenkegel Eldborg im Hnappadalur am Weg von Borgarnes nach Snæfellsnes bis zu den Grábrókkratern bei Bifröst. Die letzten Ausbrüche auf Snæfellsnes waren etwa zur Zeit der Kolonisierung von Island im Hnappadalur.

## Name
Der Name der Halbinsel bedeutet die Schneeberghalbinsel. Isl. snæfell = Schneeberg. isl. fell = Berg, isl. snær ist ein Synonym für snjór = dt. Schnee. Isl. nes = dt. Landzunge, Halbinsel.
In dem Fall wird Bezug genommen auf den Berg Snæfellsjökull an der Spitze der Halbinsel, der in älteren Texten oft Snjófell hieß, so z. B. im Buch der Forscher Eggert Ólafsson und Bjarni Pálsson. Heute wird er Snæfellsjökull genannt, d. h. der Schneeberggletscher, auch zur Unterscheidung von zwei anderen Bergen mit dem Namen Snæfell, die sich in Ostisland in der Nähe von Kárahnjúkar bzw. am Südrand des Vatnajökull befinden.

## Bilder

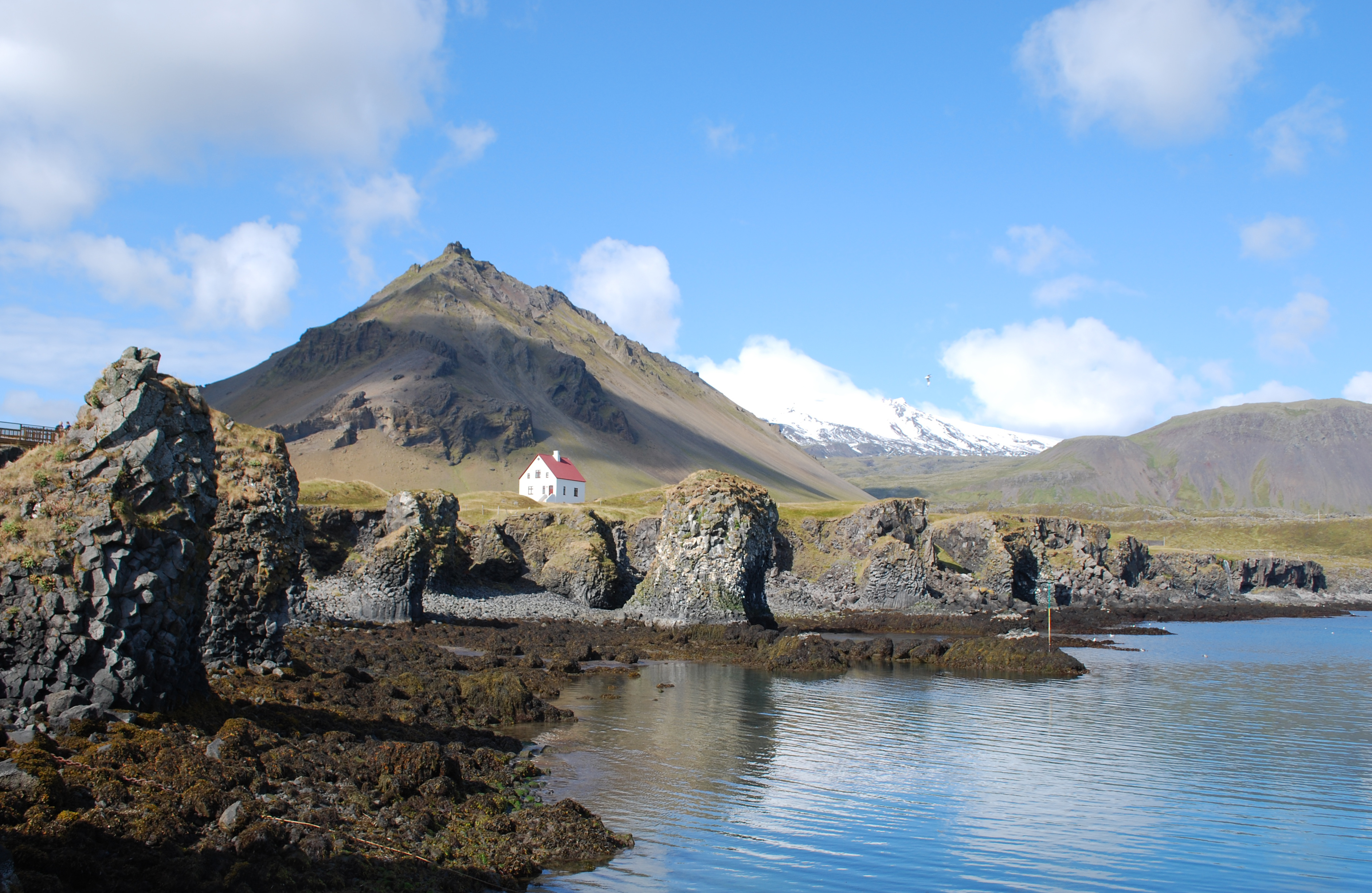
Arnarstapi
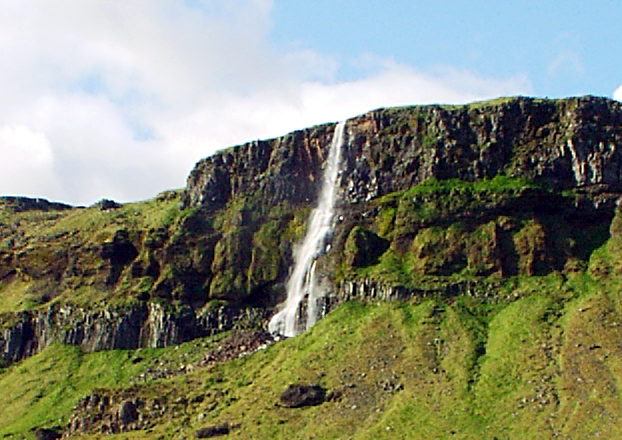
Kálfárvellir-Wasserfall
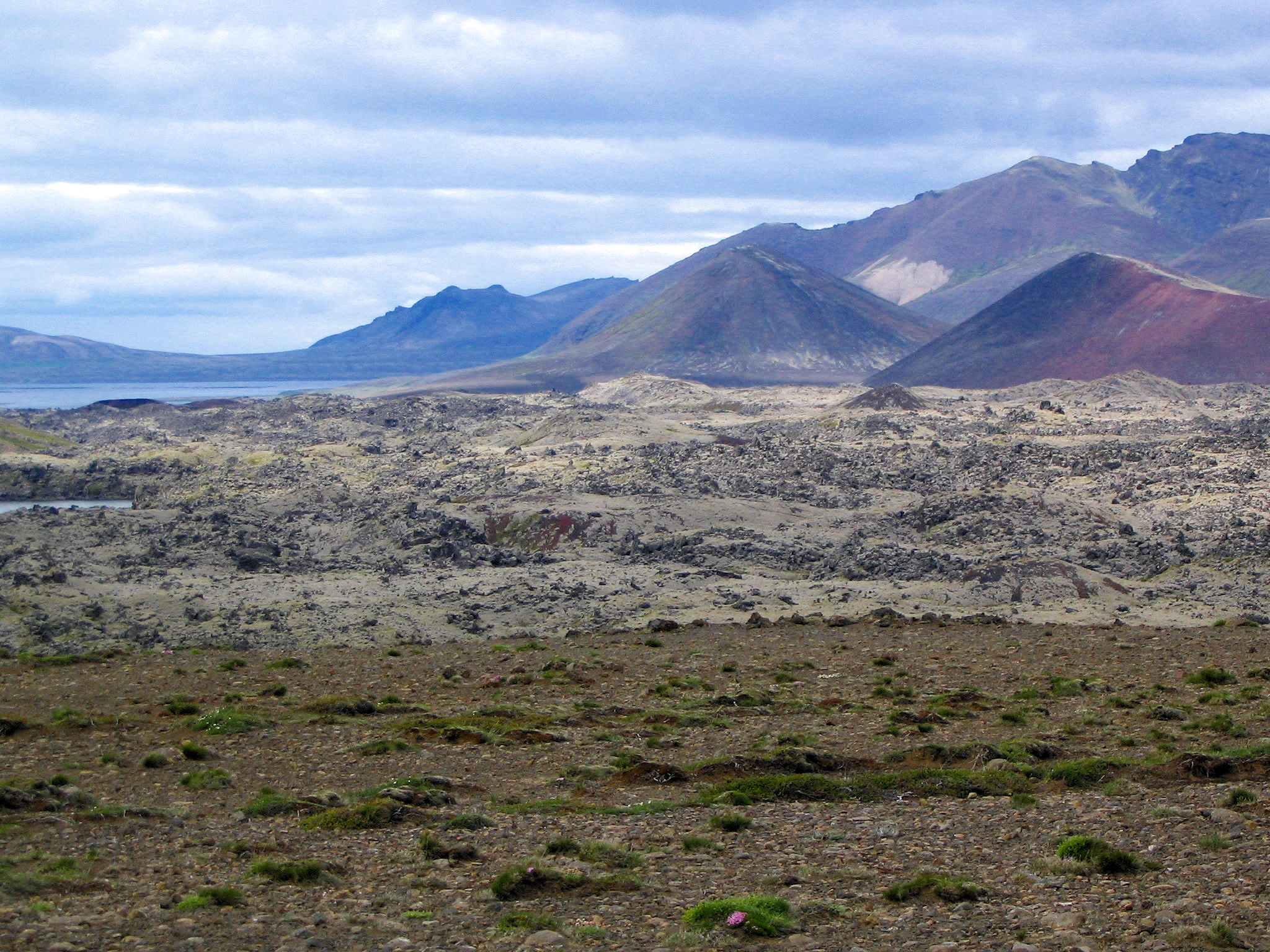
Berserkjahraun von Westen gesehen
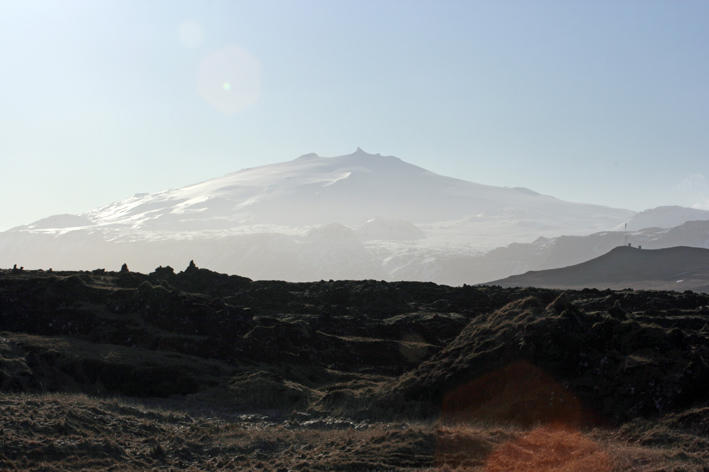
Snæfellsjökull
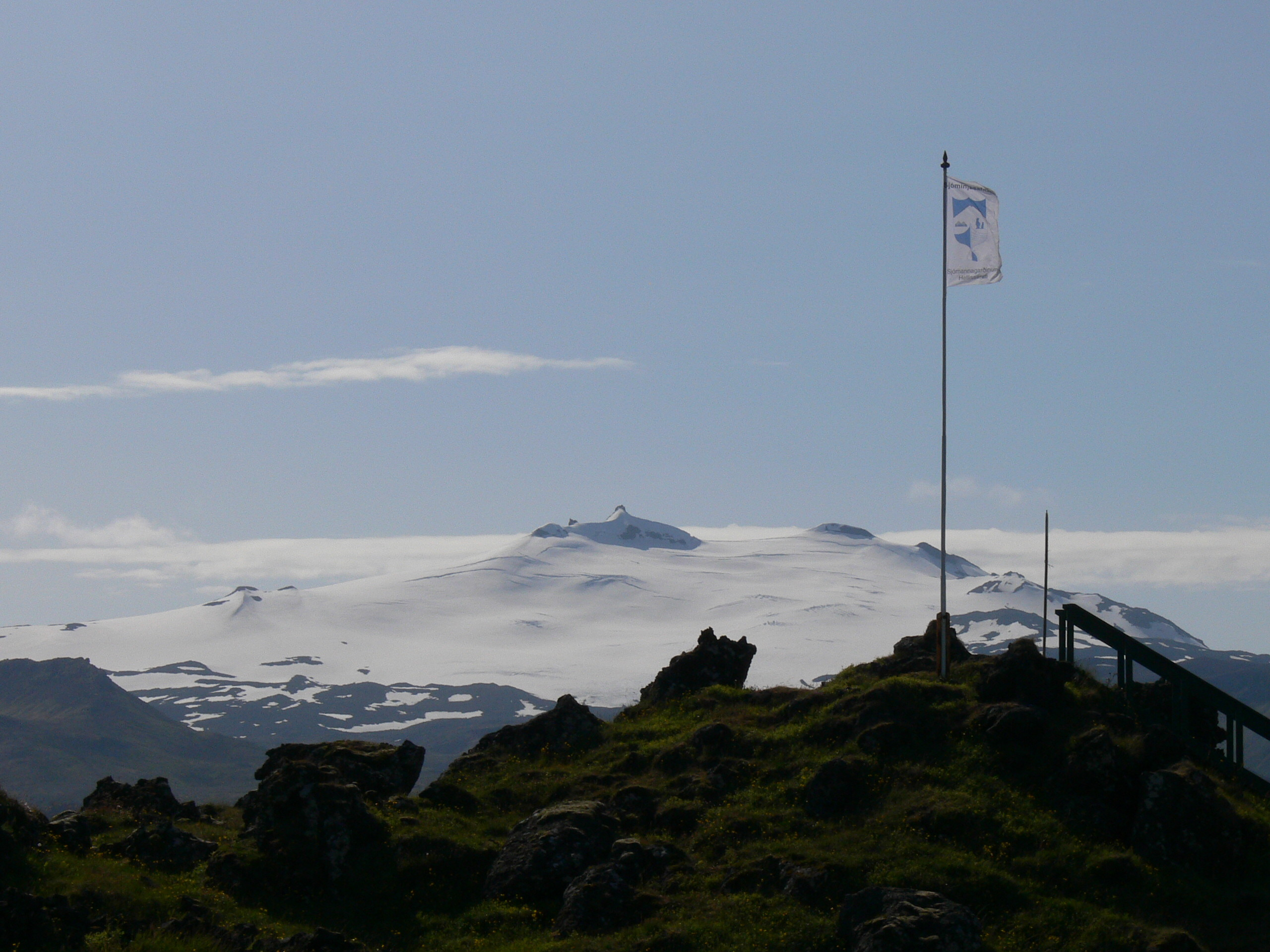
Hellissandur – Blick zum Snæfellsjökull
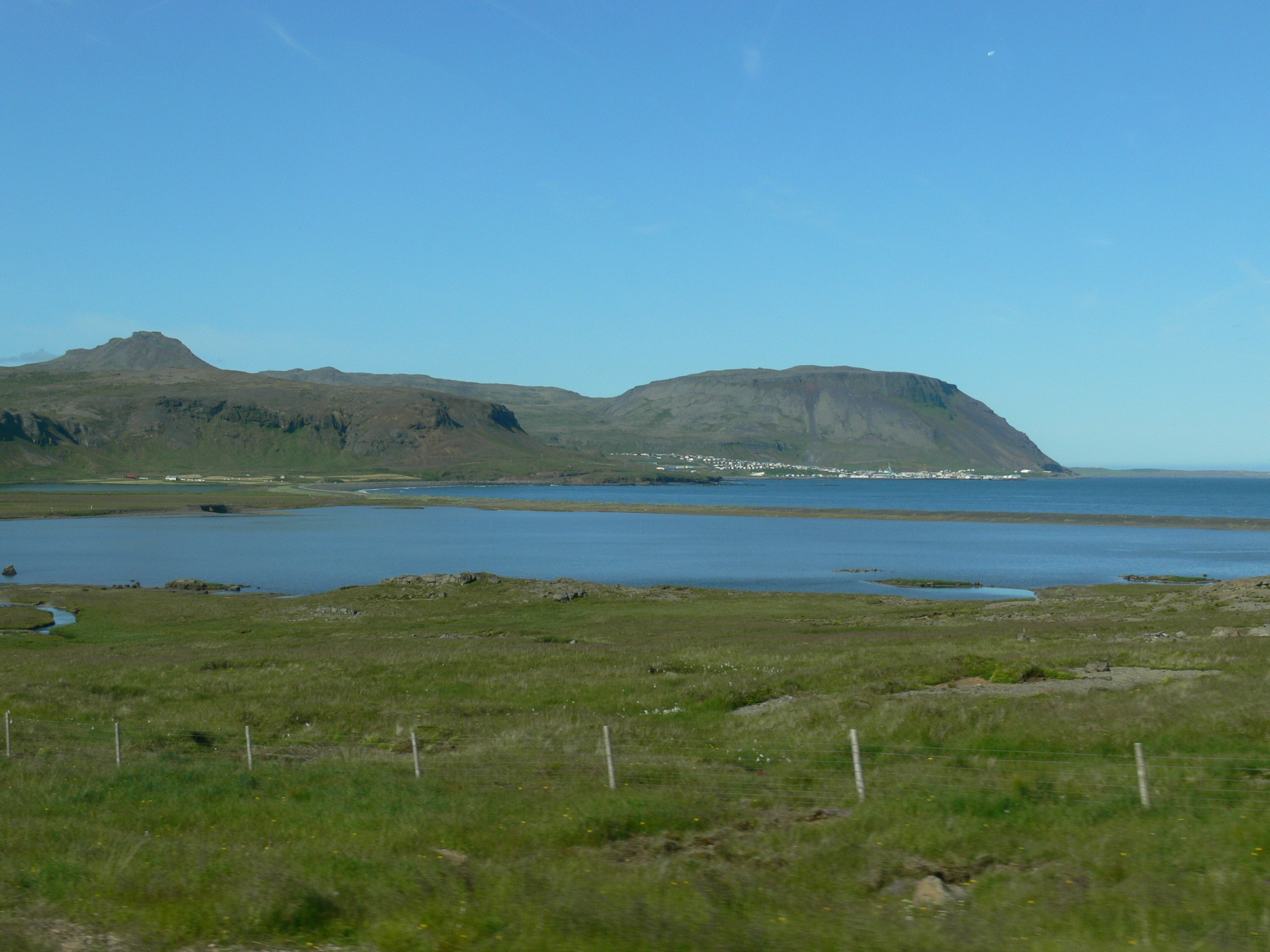
Ólafsvík
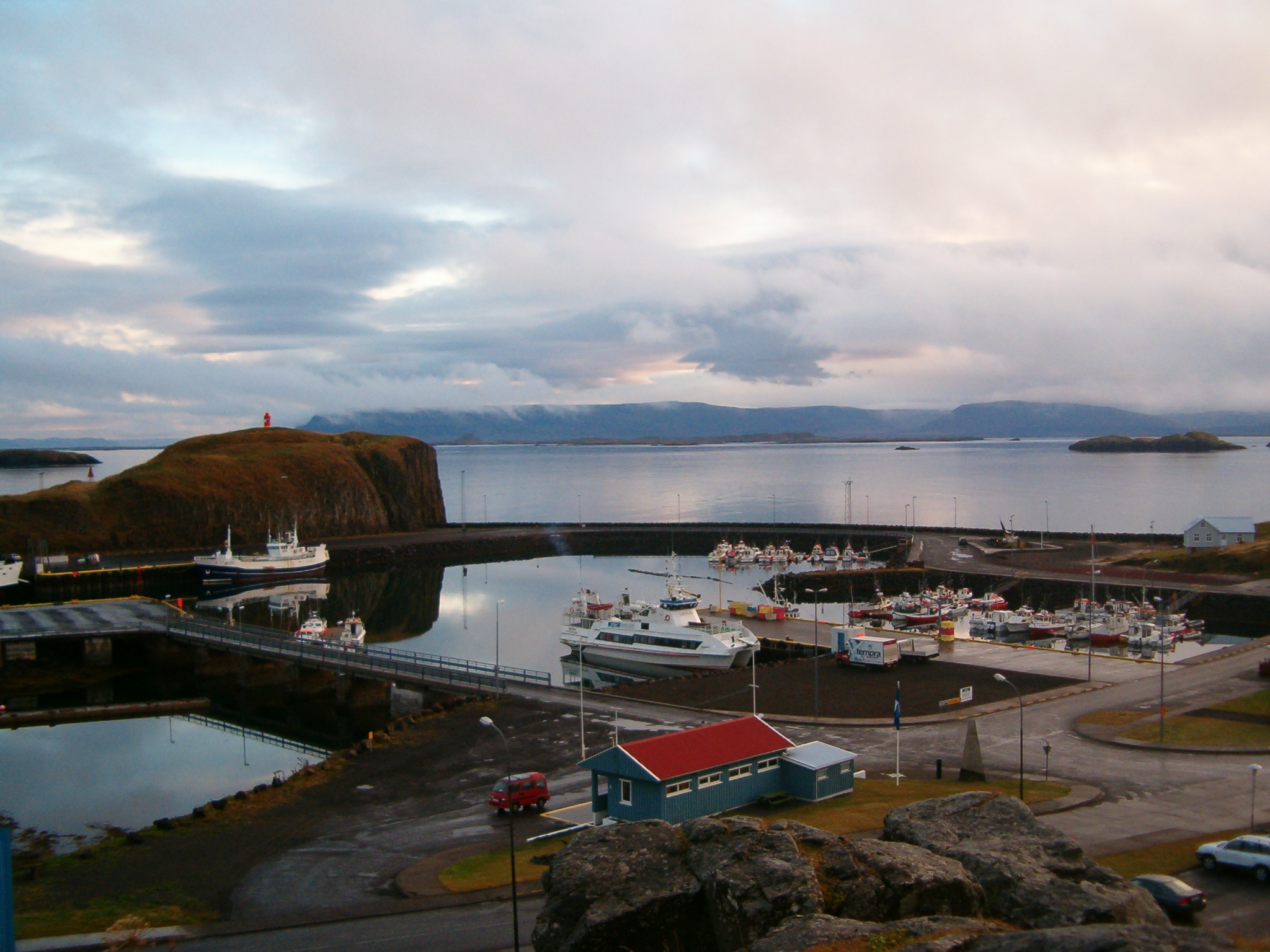
Stykkishólmur
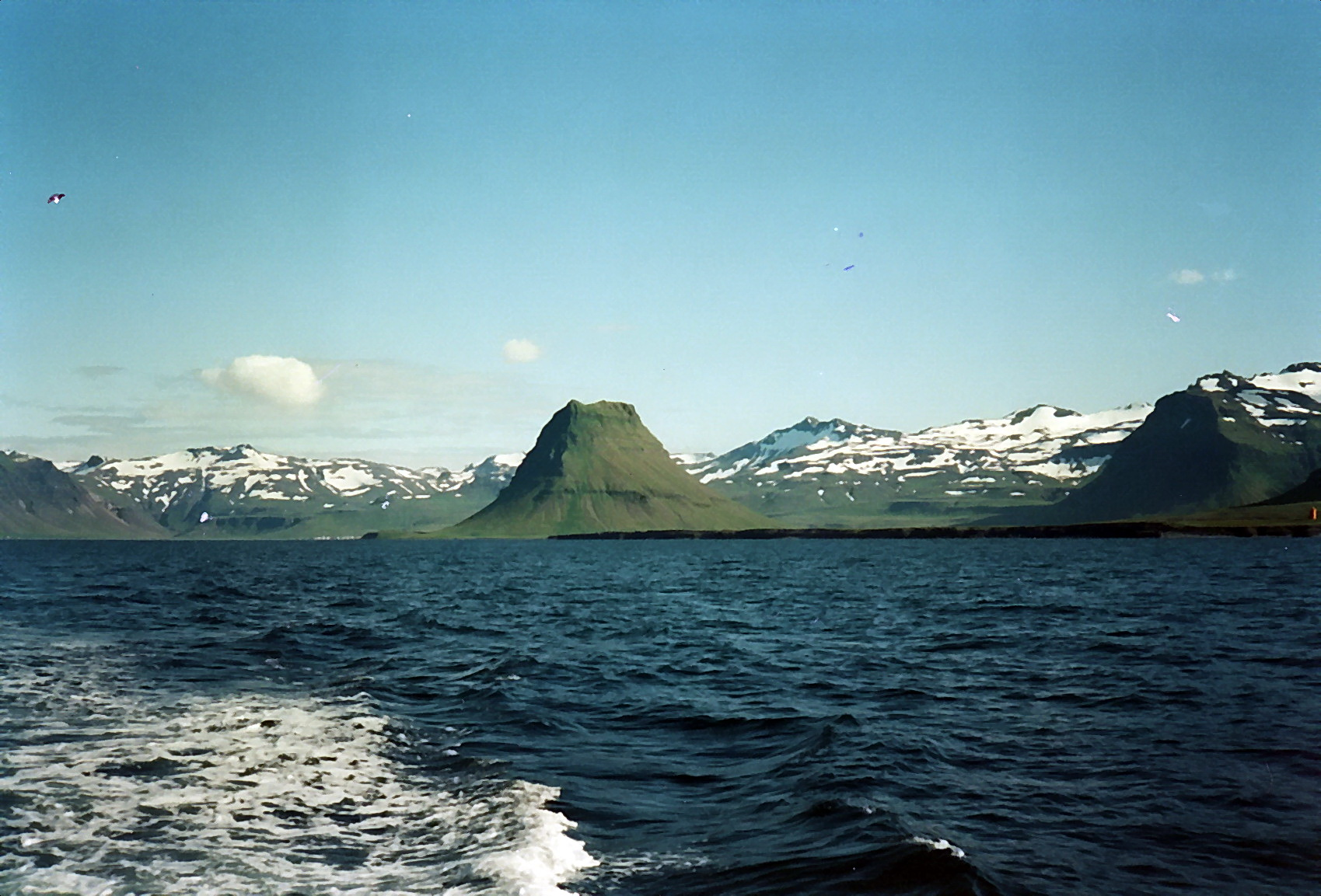
Grundarfjörður

### Wissenschaftliche Abhandlungen
- Risikostudien am Snæfellsjökull, Univ. v. Island, engl.
- S. Flude, R. Burgess, D.W. McGarvie: Silicic volcanism at Ljósufjöll, Iceland: Insights into evolution and eruptive history from Ar–Ar dating. In: Journal of Volcanology and Geothermal Research. 169, 2008, S. 154, doi:10.1016/j.jvolgeores.2007.08.019.
- F. Fuchs, e.a.: Seismicity revealed in the Snaefellsnes Volcanic Zone, Iceland,  EGU General Assembly 2012, held 22-27 April, 2012 in Vienna, Austria., p.9808 (PDF, englisch; 36 kB)
- Blog des Geologen Haraldur Sigurðsson zu Snæfellsnes (isländisch)

### Andere
- Off. Website Westisland, engl.
- Informationen zum Nationalpark (englisch)
- ZEIT-Artikel, Reise um Snæfellsnes